# Dienstmädchenhausse
Eine Dienstmädchenhausse (auch: Dienstmädchen-Hausse, Dienstmädchen-[os], französisch für Anstieg, Steigerung) ist unter Wertpapierhändlern die Bezeichnung für steigende Börsenkurse, die vor allem durch Käufe wenig informierter Kleinanleger getragen werden und die letzte Phase einer Spekulationsblase anzeigen können. Das Phänomen ist auch als Dienstmädchen-Spekulation, Putzfrauenhausse oder Hausfrauenrallye bekannt. Da mit dem Interesse börsenferner Kreise auch die Berichterstattung in der Boulevardpresse steigt, bedeutet Bildzeitungsindikator, dass das Ende einer Hausse naht, wenn die Bild-Zeitung auf der Titelseite über die Kursgewinne  berichtet.

## Bedeutung
Unter Börsianern gilt eine Dienstmädchenhausse als Spätphase eines Aufschwungs und als Signal, vor einem erwarteten baldigen Kursverfall solche Papiere noch zu Höchstpreisen zu verkaufen. Dienstmädchenhaussen können sich auf Aktien, Fondsanteile, Rohstoffzertifikate und andere kursfähige Wertpapiere stützen, ebenso auf der Spekulation ausgesetzte physische Ware. In schweren Fällen erfolgt die Kapitalanlage kreditfinanziert. Vom Investor André Kostolany soll der Rat stammen, „die letzten zehn Prozent Kurspotenzial an der Börse den Dummen“ zu überlassen.

## Geschichte
Das Phänomen, das der Begriff bezeichnet, soll auf die Weltwirtschaftskrise von 1929 zurückgehen. Als selbst Hauspersonal in der Hausse Aktien zu kaufen begann, stiegen erfahrene Investoren aus, weil sie sich sorgten, dass Börsenneulinge selbst durch kleine Anlässe Verkaufspanik auslösen könnten. Der Volkswirt Hans Lurch schrieb allerdings bereits 1927, im Aufschwung vor der Krise: „Man berichtete, daß gerade im Jahre 1925 fast jeder Straßenkehrer und jedes Dienstmädchen mit Getreide spekulierte, ungefähr wie zur Zeit unserer Inflation auch beinahe jeder Deutsche glaubte, ohne Spekulation nicht mehr existieren zu können.“
Belegt ist die semantische Verbindung von Hausmädchen und Kleinspekulantin in den 1870er Jahren. Nach dem Gründerkrach von 1873 erklärte der Berliner Journalist Wilhelm Wackernagel, die gegen die Spekulation gerichtete Börsensteuer würde „den kleinen Capitalisten, darunter Hausknechte und Dienstmädchen, stärker treffen als den reichen Geldmann.“ Für „durchaus vorstellbar“ hält es die Historikerin Barbara Orland, dass sich Dienstmädchen, die im Hause ihrer Herrschaft Informationen aufgeschnappt hatten, als „Nachspekulanten“ bereits an der Eisenbahnhausse der 1840er Jahre beteiligt hatten.